# (26501) Sachiko
(26501) Sachiko (2000 CP2) – planetoida z pasa głównego asteroid okrążająca Słońce w ciągu 4,38 lat w średniej odległości 2,67 j.a. Odkryta 2 lutego 2000 roku.